# 圣米格尔-杜安塔
圣米格尔-杜安塔是巴西米纳斯吉拉斯州的一个市镇。总面积152.276平方公里，总人口6820人，人口密度44.8人/平方公里。